# Nephrotoma buruensis
Nephrotoma buruensis är en tvåvingeart som beskrevs av Edwards 1926. Nephrotoma buruensis ingår i släktet Nephrotoma och familjen storharkrankar. Inga underarter finns listade i Catalogue of Life.